# قانون فناوری اطلاعات

کشور های حوزه قانون فناوری اطلاعات

قانون فناوری اطلاعات یا قانون سایبر در رابطه با مسائل قانونی حوزه فناوری اطلاعات، شامل محاسبات و اینترنت می‌باشد. قانون فناوری اطلاعات در رابطه با حقوق انفورماتیک و کنترل انتشار دیجیتالی اطلاعات و نرم‌افزارهای الکترونیکی، امنیت اطلاعات و تجارت الکترونیک می‌باشد. این قوانین به عنوان "قوانین کاغذی" برای "محیط‌های بدون کاغذ" توصیف شده و باعث پیدایش مسائل به خصوص در رابطه با مالکیت معنوی در قانون قرارداد، حریم خصوصی، آزادی بیان و حوزه قضایی آنلاین و محاسباتی گشته‌است.

## پیشینه
مقررات فناوری اطلاعات محاسباتی و اینترنت با توسعه اولین شبکه‌های تأمین مالی عمومی مانند ARPANET و NSFNET در ایالات متحده یا JANET در انگلستان تکامل یافته‌است.

## حوزه‌های حقوقی
قانون فناوری اطلاعات یک حوزه جداگانه از قانون را تشکیل نمی‌دهد، بلکه در برگیرنده جنبه‌هایی از قوانین مربوط به قراردادها، مالکیت معنوی، حفظ حریم خصوصی و محافظت از داده‌ها است. مالکیت معنوی یکی از اجزای مهم قانون فناوری اطلاعات می‌باشد که شامل حق چاپ، قوانین استفاده منصفانه و قوانین ویژه در زمینه محافظت از کپی از رسانه‌های دیجیتال و دور زدن چنین طرح‌هایی است. حوزه ثبت اختراعات نرم‌افزاری، حوزه بحث‌برانگیزی است، و هنوز در اروپا و جاهای دیگر در حال تحول است.
در بسیاری از کشورها، حوزه‌هایی از صنایع محاسباتی و ارتباطاتی توسط نهادهای دولتی مورد نظارت و حکمرانی قرار می‌گیرند.
قوانینی جهت استفاده از رایانه‌ها و شبکه‌های رایانه ای به ویژه در مورد مسائل مربوط به دسترسی‌های غیرمجاز، حفظ حریم خصوصی داده‌ها و هرزنامه‌ها وجود دارد. علاوه بر این محدودیت‌هایی برای استفاده از رمزنگاری و تجهیزاتی که ممکن است برای دفاع درمقابل طرح‌های محافظت از کپی به کار گرفته شود، در نظر گرفته شده‌است. هم چنین صادرات سخت‌افزار و نرم‌افزار در بین ایالت‌های به خصوص در داخل ایالت متحده آمریکا نیز مورد کنترل قرار می‌گیرد.
قوانینی برای کنترل تجارت در اینترنت، مالیات، محافظت از مشتری و تبلیغات وجود دارد.
قوانینی در رابطه با سانسور در برابر آزادی بیان، قوانین دسترسی عمومی به اطلاعات دولتی و دسترسی فردی به اطلاعاتی که توسط افراد ناشناس در اختیار قرار می‌گیرد وجود دارد. همچنین قوانینی برای تعیین اینکه کدام داده‌ها به دلیل اجرای قانون باید نگهداری شوند و و کدام داده‌ها به دلیل مسائل مربوط به حفظ حریم خصوصی قابل نگهداری و جمع‌آوری نیستند وجود دارد.
در برخی شرایط و حوزه‌های قضایی خاص، ممکن است از ارتباطات رایانه ای به عنوان مدرک استفاده گردد. روش‌های جدید نظارت و بهره‌برداری ای که توسط رایانه‌ها به وجود آمده‌است، قوانین وسیع مختلفی را در چگونگی استفاده از آنها در نهادهای اجرای قانون و به عنوان شاهد در دادگاه‌ها را شکل داده‌است.
فناوری رای‌گیری رایانه ای، از دستگاه‌های رای‌گیری گرفته تا رای‌گیری در اینترنت و تلفن همراه، مسائل حقوقی بسیاری را مطرح نموده‌است.